# Титово (Белозерский район)
Титово — деревня в Белозерском районе Вологодской области.
Входит в состав Гулинского сельского поселения, с точки зрения административно-территориального деления — в Кукшевский сельсовет.
Расстояние до районного центра Белозерска по автодороге — 31 км, до центра муниципального образования деревни Никоновская  по прямой — 15 км. Ближайшие населённые пункты — Акишево, Воздвиженье, Першково.
По данным переписи в 2002 году постоянного населения не было.